# 春秋时期

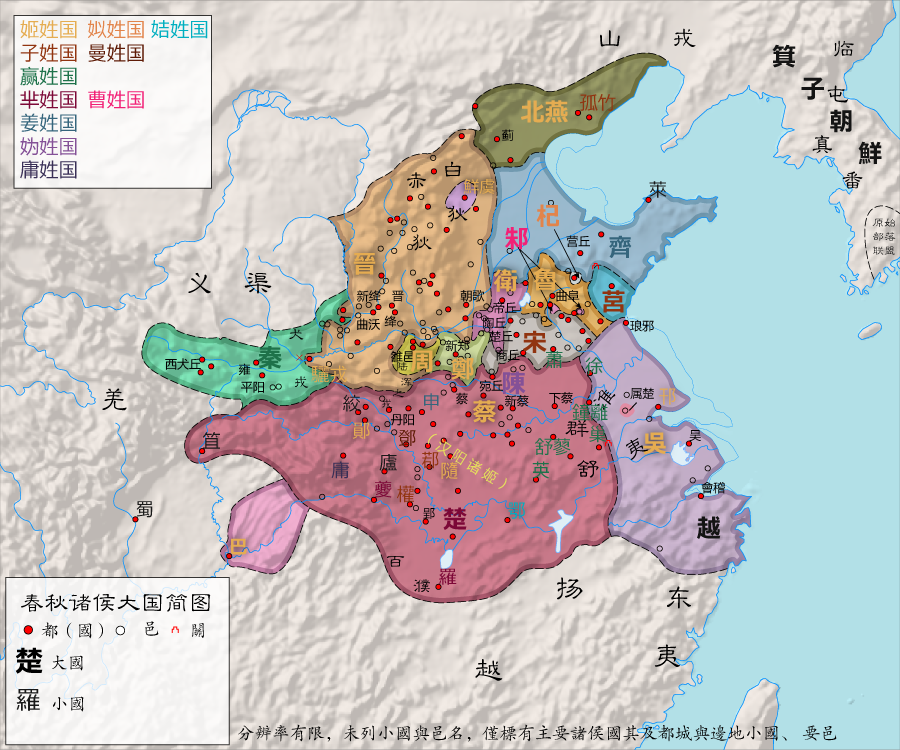
春秋時代概要圖

春秋時期（公元前770年－公元前476年/公元前403年），简称春秋， 是东周的前半段时期。周室在平王東遷後實力大減， 没有足夠的威望號令諸侯，因此形成春秋初期之局面。春秋时代周天子的势力减弱，群雄纷争，春秋霸政形成，齐桓公、宋襄公、晋文公、秦穆公、楚庄王相继称霸，史称“春秋五霸”。當時齊桓公提出「尊周室，攘夷狄，禁篡弑，抑兼併」（尊王攘夷）的思想，因此周天子於表面上仍獲尊重。春秋时期因孔子修订的《春秋》而得名。这部书记载了从鲁隐公元年（前722年）到鲁哀公十四年（前481年）的历史，共二百四十二年。后世史学家为了方便起见，一般从周平王元年（前770年）东周立国，平王東遷到雒邑起，到周敬王四十三年（前477年）或四十四年（前476年）为止；也有学者认为应到《左傳》記載之終（前468年）、三家灭智（前453年）或三家分晋（前403年），称为“春秋时期”。春秋时期之后是战国时期。据史书记载，春秋二百四十二年间，有三十六名君主被臣下或敌国所殺，五十二个諸侯國被灭。。有大小战事四百八十多次，诸侯的朝聘和盟会四百五十餘次。鲁国朝王三次，聘周四次。

## 歷史

### 周平王遷都
前771年，因周幽王宠信褒姒，废太子宜臼。宜臼逃至申国，其外公申侯联合曾侯及犬戎（外族）推翻周幽王，都城宗周被毁坏，後周平王即位，前770年周平王被迫将国都从镐京迁至成周（雒邑）。因雒邑在镐京之东，此后的周朝史称东周。

### 周室衰微
申侯引犬戎攻入京師，害死女婿周幽王，以恢复外孙周平王的太子地位，擁立平王，使平王有弒父之嫌，因而使周天子在諸侯間的威望下降，其次各诸侯国势力逐渐强大，互相攻伐，故平王東遷後，周室漸漸衰落。周王室放弃了原本的关中地区（宗周），只有洛邑周边（成周）一小塊王畿，人口則銳減，而且外族狄侵擾頻密，導致周天子失去对其他诸侯国的控制，中原诸国亦难以自安。

### 卿士鄭莊公
春秋初期，鄭伯為周王卿士，地位特殊，加上鄭國西連周王室，北靠黃河，處於中原中心，交通方便，經濟發達，是中原諸侯國中比較強的國家。
公元前743年，鄭莊公繼位，在位期間，鄰近的宋國對外的戰爭連連失敗，加上魯國的內亂，齊、魯、鄭的友好，令鄭國日益強大，並經常與周王室發生摩擦。
公元前720年，周平王打算讓虢公掌權，引起鄭莊公不滿，為平息紛爭，平王將王子狐送往鄭國為質子；而鄭莊公亦派子忽往都城雒邑為質子，史稱“周鄭交質”。四月，鄭國收割了溫地的麥和成周的禾，令周鄭關係更趨惡化。

公元前717年，鄭莊公朝見周桓王，但未獲桓王以禮相代。公元前707年，周桓王率陈、蔡、卫等国军队讨伐郑国，郑莊公领兵抗拒，两军战于繻葛（今河南长葛北），史称“繻葛之战”。此役鄭軍擊敗王师，周桓王更中箭受傷，事後鄭莊公派人慰問。此事令周王的地位严重下降，僅為名義上之天下共主。而小國為求存，亦不再依附王室，反而選擇附和實力强大的諸侯。
公元前701年，鄭莊公去世，鄭國之後因國內變亂而開始衰落。

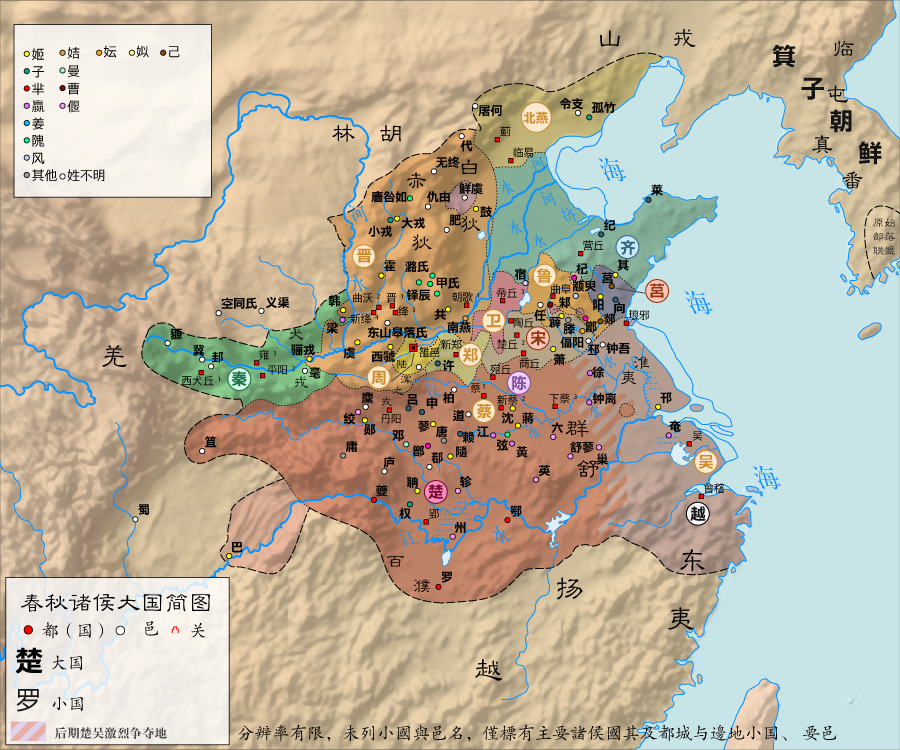
春秋諸侯

### 齐桓公称霸
公元前685年，齐国君主齐桓公继位，以管仲为相，实施变法，废除井田制度，按土地的肥瘠，确定赋税，设盐、铁官和铸钱，增加财政收入，寓兵于农，将基层行政组织和军事组织合为一体，增加了兵源和作战能力，迅速成为华夏各国中最富强的国家。然后就打起了“尊王攘夷”的口号，多次大会诸侯，帮助或干涉其他国家，抗击夷狄。
公元前656年，以齊桓公率領八國諸侯入侵蔡國，次年再攻打楚國，雙方在召陵簽訂召陵之盟。公元前651年再與諸侯舉行葵丘会盟，成为春秋五霸之首。自此，齊桓公建立了會盟霸主的制度。

### 宋楚之争
齐桓公死后，五子夺位，齐国内乱不止。傳说，齐桓公的五个儿子互相战争，箭矢射到了齐桓公的尸体上，都没有人顾及。南方的楚国兴起，自称为王，消灭了其北方的几个小国之后将矛头指向中原。宋襄公试图效法齐桓公，以抵抗楚国进攻为名，再次大会诸侯以成为霸主，但宋国实力与威望都不足。宋襄公十五年（前638年），宋楚两军交战于泓水。楚军渡河时宋大司马子鱼建议宋襄公“半渡击之”，宋襄公称趁敌渡河时攻击是为不仁不义拒绝建议；楚军渡河后子鱼建议趁楚军列阵混乱之时攻击，宋襄公再次以不仁不义为由拒绝。楚军列阵完毕后发起攻击，宋军大败，宋襄公大腿中箭，次年因伤重而死。楚成王称雄一时。

### 晋文公践土之盟
在北方的晉國，與周室同宗。晉獻公时期晋国向四面扩张，领土和国力大增。但献公寵信愛姬，废嫡立幼，致使國政大亂。前636年，晉獻公之子重耳在秦穆公派出的军队护送下继承晋国君位，是为晋文公。他改革政治，发展经济，整军经武，取信于民，安定王室，友好秦国（秦晋之好），在诸侯中威信很高。周襄王二十年（前633年），楚军包围宋国都城商丘。次年初，晋文公率兵救宋，在城濮之战大败楚军，然后会盟于践土，成为中原霸主。

### 秦穆公独霸西戎
晋文公死后，秦晋联盟被瓦解，秦穆公谋求向东方发展，被晋所阻。秦晋殽之战（前627年），秦全军覆没，大将孟明视被俘虏，隔年在彭衙之战再败，虽然以后有王官之戰的胜利，但终没法挑战晋在中原的地位，惟有转而向西发展。
秦穆公任用由余,在西元前623年，吞併了20個戎狄部族，之後其餘20多國也相繼歸附秦，独霸西戎。

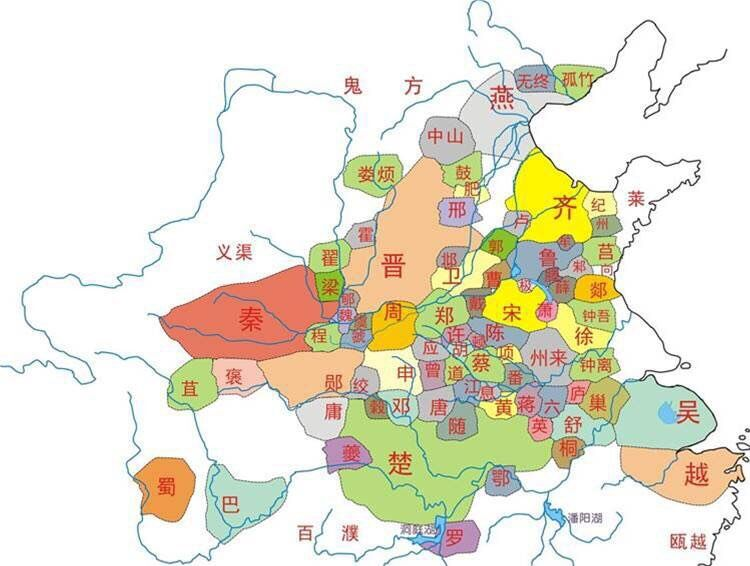
春秋各国详细地图

秦也獲得周天子承認，並收到金鼓賞賜

### 楚庄王问鼎中原

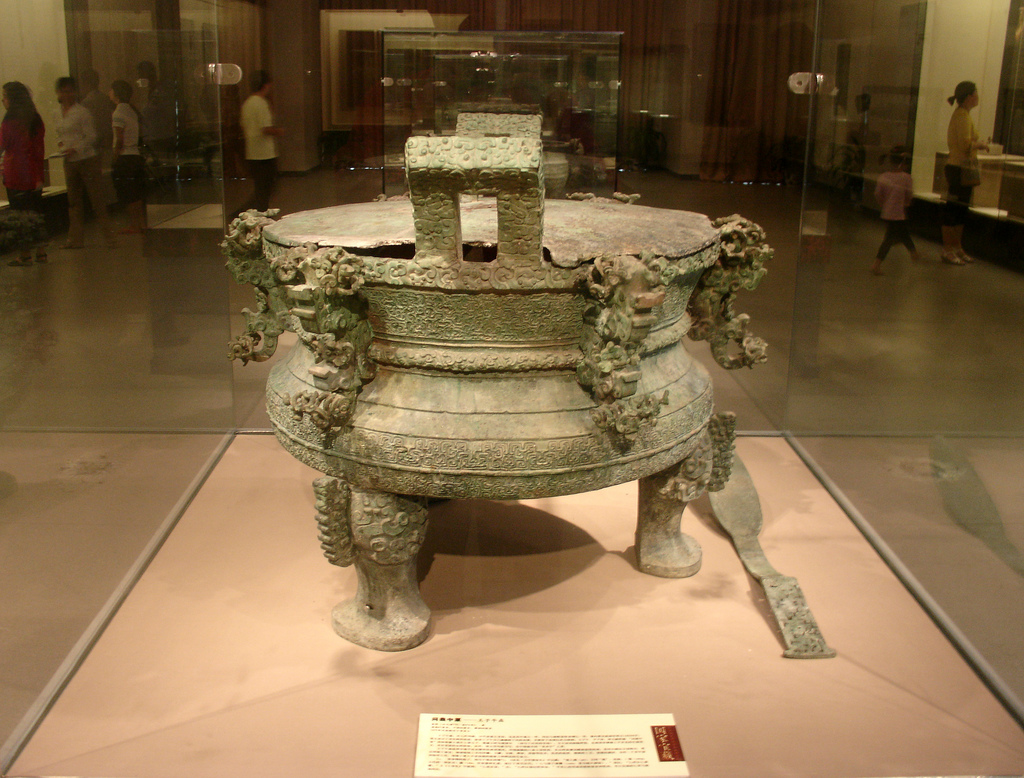
春秋時代寶鼎，相傳大禹會盟時鑄九鼎代表九州，九鼎成為最高權力的象徵，楚国“问鼎”就是意圖奪天下

楚国在城濮战后，向东发展，灭了许多小国，势力南到今云南，北达黄河。楚庄王改革内政，平息暴乱，啟用賢臣孫叔敖兴修水利，改革軍制，国力更为强大，在攻克陆浑戎后，竟陈兵周郊，向周定王的使者询问象徵國家政權的傳國寶器 - 九鼎的大小轻重，意在灭周自立，此即“问鼎”一词的来源。周定王十年（前597年），楚与晋会战于邲（邲之战），大胜晉国。前594年，楚围宋，宋告急于晋，晋不能救，宋遂与楚言和，尊楚。这时中原各国除晋、齐、鲁之外，尽尊楚庄王为霸主。

### 晋楚大战与弭兵会盟
晋楚两大国之间连续不断的战争给人民带来巨大的灾难，也引起中小国家的厌倦，加以晋楚两大国势均力敌，谁都无法击垮对方。于是由宋国发起，于周简王七年（前579年）举行第一次“弭兵”会盟，是为华元弭兵。但是不久之后，会盟破裂。晉楚兩國再度爆發兩次大規模戰役（前575年的鄢陵之戰、前557年的湛阪之戰），雖皆以晉國獲勝收場，但楚國在中原地區仍與晉國保持勢均力敵的態勢，很多中原小国都备受到影响，疲惫不堪。周灵王二十六年（前546年），出于地缘政治的影响，宋国再次出面斡旋，邀请晋楚和各诸侯国举行第二次“弭兵”会盟，此后战争大大减少。史稱『向戌弭兵』。

### 吴越雄霸东南
当中原诸侯争霸接近尾声时，地处江浙的吴、越开始发展。吴王阖闾重用孙武、伍子胥等人。周敬王十四年（前506年），吴王以伍子胥为大将，统兵伐楚。吴军發動柏舉之戰攻进楚都郢，伍子胥为父兄报仇，掘楚平王陵墓，鞭尸三百。周敬王二十四年（前496年）吴军挥师南进，發動檇李之战伐越。越王勾践率兵迎战，越大夫灵姑浮一戈击中阖闾，吳王阖闾因伤逝世。周敬王二十六年（前494年），吴王夫差为父报仇，于夫椒之战败越。勾践求和，贿赂吴臣伯嚭并送给吴王珍宝和美女西施，自己亲自为夫差牵马。吴王後來拒绝了伍子胥联齐灭越的建议，接受越国求和，转兵向北进击，大败齐军，成为小霸。勾践卧薪尝胆，十年生聚，十年教训，终于在周元王三年（前473年）發動越滅吳之戰，消灭吴国，夫差羞愤自杀。勾践北上与齐晋会盟于徐，成为最后一个霸主。

### 三家分晋
在晉文公回晉即位的時候，有不少隨從隨他回國，結果這些人漸漸在晉國成為世襲貴族，而晉國的國政亦落入這些貴族（士大夫）的手上。前455年，晉國貴族只餘下智、趙、韓、魏四家。智氏出兵攻赵氏，并胁迫魏韩两氏出兵。战事持续两年后，赵氏游说魏韩两家倒戈，灭智氏，瓜分智地并把持晋国国政，史稱三家分晋。到晋幽公仅余绛、曲沃两地。前403年周威烈王册立韩赵魏三家为侯国，即为资治通鉴中春秋战国的分界点。

## 政治

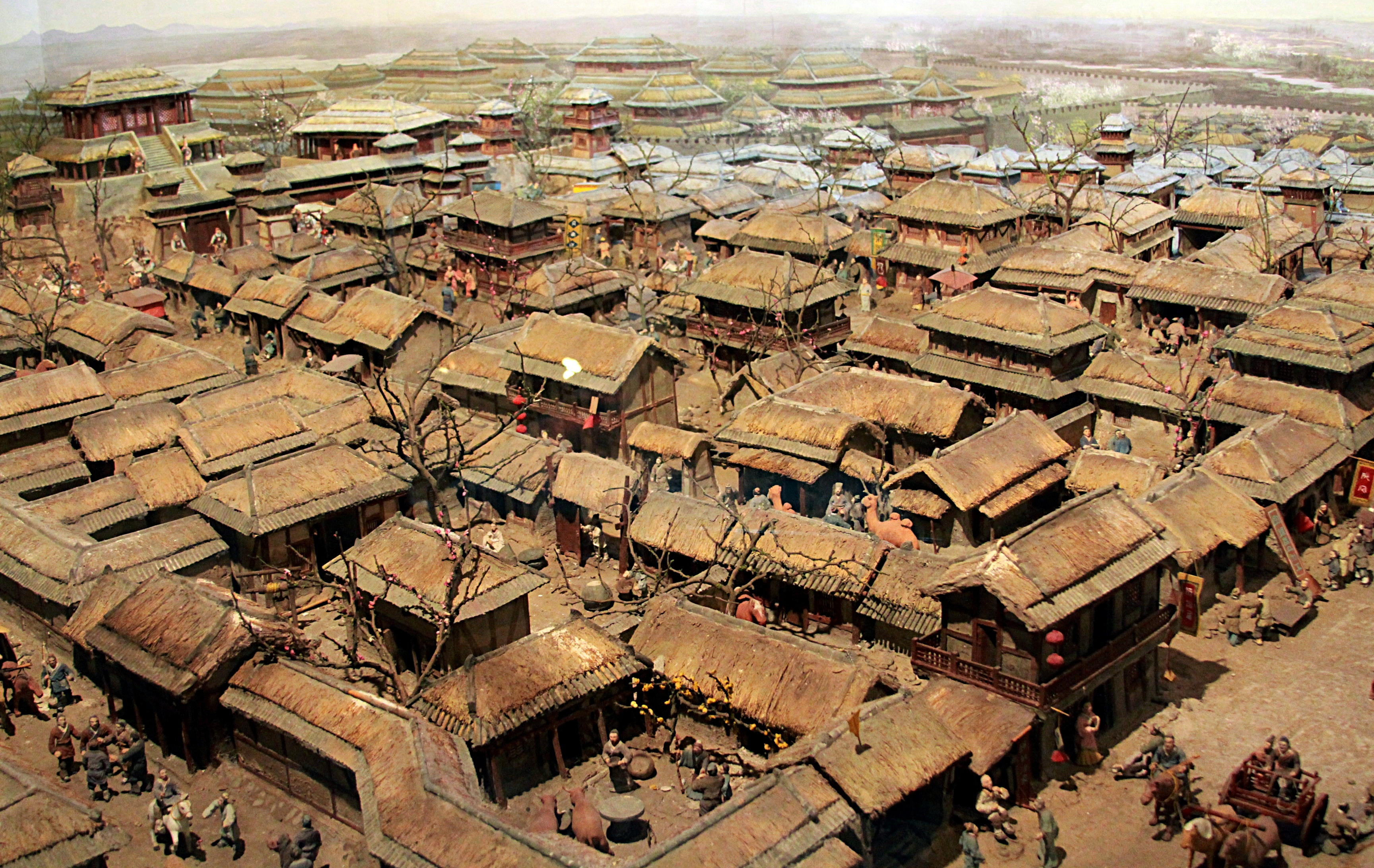
齊國國都營丘（今山東淄博市臨淄區）復原模型

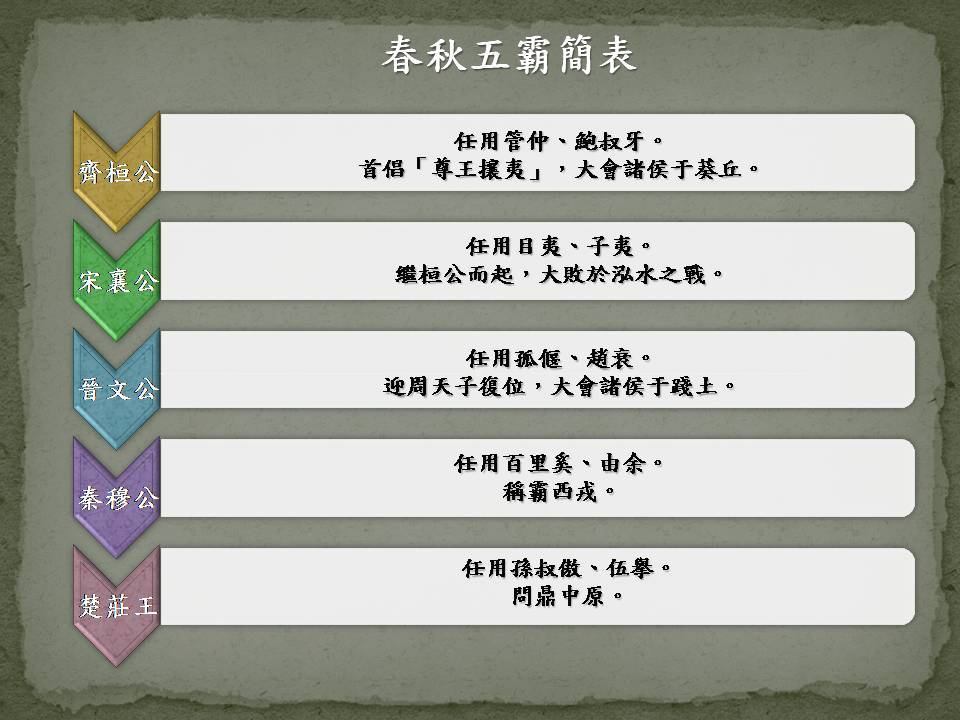
春秋五霸的崛起

春秋时期，周王室衰微，实际上和一个中等诸侯国地位相近。各国之间互相攻伐，战争持续不断，小国被吞并。各国内部，卿大夫势力强大，动乱时有发生，弑君现象屡见不鲜。《春秋》和《左传》中记载的弑君事件达43次之多，主要集中在春秋前期，这也反映了西周东周交替时权力的急剧变化。「春秋戰國之時，已漸由封建而變為郡縣。」「周初千八百國，至春秋之初，僅存百二十四國。春秋諸國，吞併小弱，大抵以其國地為縣。因滅國而特置縣，因置縣而特命官，封建之制遂漸變為郡縣之制。」

## 經濟
春秋时期，铁制农具开始出現與使用，春秋时期除使用块炼铁外，还掌握了冶炼生铁的先进技术。铁器的使用使大规模开垦荒地成为可能，促进了私田的发展，同时也为手工业提供了锐利的工具，牛耕渐趋普遍起来，牛耕技术的发展，只有与铁器的使用相配合，方可发挥出它的功能。在青铜冶铸方面发明了错金、错银、嵌红铜等新工艺。侯马大批铸造陶范的出土，显示出这一时期青铜冶铸业和采矿业的规模很大、水準很高。春秋中期以后，各诸侯国已经大量使用货币。金属货币的流通，促进了手工业、商业的发展。

## 文化
春秋战国是中華文化发展的时期。周天子及其诸侯政治权威的动摇与衰落，造成学在官府的局面被打破，如儒家的孔子创办私学，首开私学风气。孔子提倡有教无类的办学思想，促进教育事业的发展，以及为人们提高自己的社会地位提供了途径。而随之而出现的学术下移、典籍文化走向民间等社会方方面面的变化，又引起了人们思想观念的某种改变，这些变化正是春秋时期思想文化转型得以实现的历史条件,后这为战国的百家争鸣奠定了基础。
这一时期，由于政治的不稳定，禮樂崩壞，学术受政治影响小，学术思想得以获得发展，开始产生了不同的学派。如道家的老子等。老子著有《道德经》，道德经阐述了中国古代朴素的宇宙观，世界观，人生观，对后世中国文化影响深远。《论语》是孔子弟子将孔子的主要言行记录下来整理的。其后，儒家开始发韧，在学术上逐步占据主导地位。

## 藝術

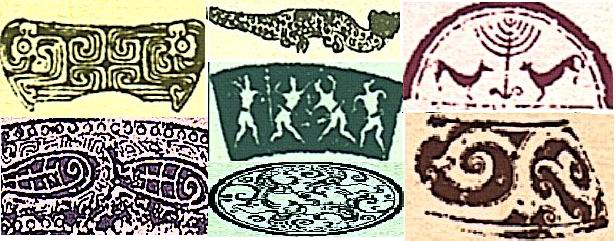
春秋时期青铜器上的纹饰

春秋时代的艺术，主要是青铜器上面的雕刻。著名的三足羊首鼎就是春秋时代的青铜艺术品。1923年，在新郑市出土了大量春秋时代的青铜鼎、爵，和西周时期的青铜器相比之下工艺已经大大发展。青铜器上的纹饰也很讲究。
春秋時代的木雕藝術以南方的楚國最為聞名。春秋時代的青銅祭器數量極多，且大小各異，西元前六至五世紀發展出來的精緻裝飾為其特色。相較之下，春秋時代這類的青銅器較通常不加裝飾的戰國時代青銅器為重要。考古挖掘出的春秋時代印章為目前所知最早的，然而有文獻證據顯示印章出現的時間更早。此外，中國的金器製作亦在春秋時代開始普及。

## 科技

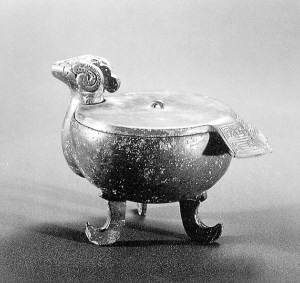
春秋时代的三足羊首鼎

铁器和牛耕在春秋时期得到推广，推动了历史的发展。在天文学、物理学、医学方面。
中国传统农业在春秋时期才开始形成。春秋时期的人们发明了以前没有的铁犁铧、铁锄、连枷、石磨等新农具。
春秋时期青铜器铸造也是这一时代的特征，以曾国和楚国、徐国的青铜器为代表。

## 建築
春秋时期诸侯国渐强盛，兴建大量城市和宫殿。其时多为以阶梯形夯土台为基的台榭式建筑。以夯土台为中心，附建木质结构房屋，形成多层次宫殿。
而楚國在楚靈王時期建的章華台更是春秋時的建築代表。
山东省临淄县郎家庄春秋时代墓葬出土的漆器残片，中画圆形，四面画四座建筑，柱顶上有栱,承托脊檩。窗仍为井字格，但另加小格。这种四室相背的建筑可能和台榭建筑有关。

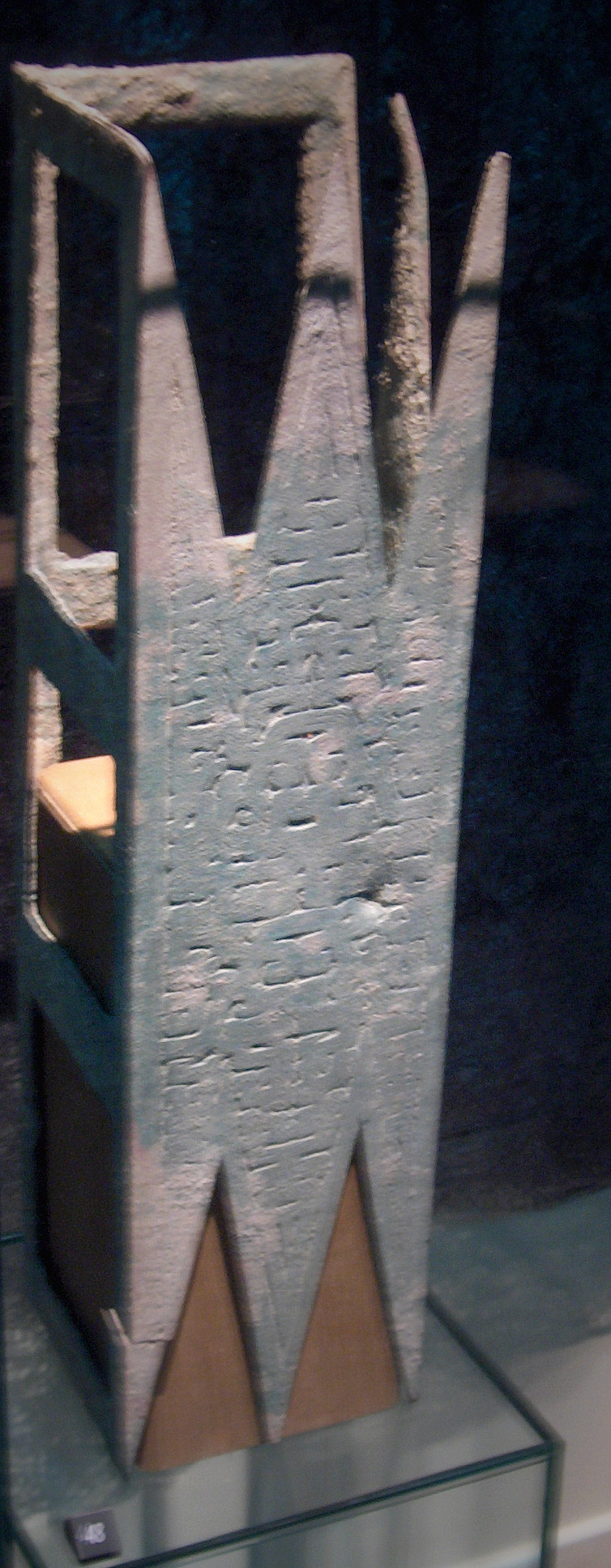
春秋建築用裝飾性釭 河南永城出土

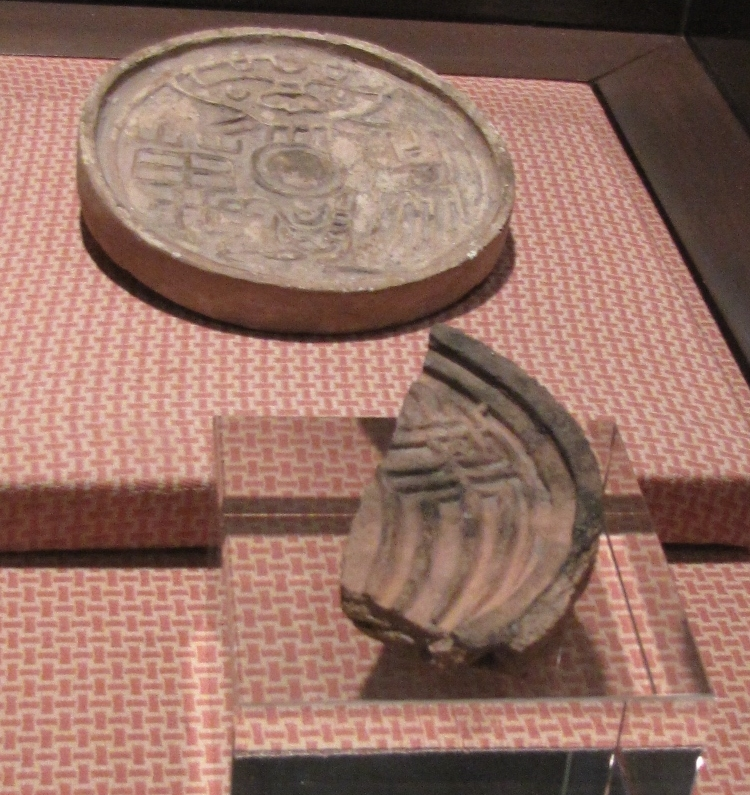
闽越国冶城的瓦当

## 歷史同一時期
公元前700年：希臘南方的斯巴達人發明了方陣（英語：Phalanx），這種大規模的軍事陣法通常由八排重步兵，手持矛、長柄槍、薩里沙長矛或類似的武器所構成，優點是可以抵擋騎兵，缺點是不易移動，所以一般的用法是步兵在方陣前面做掩護，騷擾敵軍的尾翼。在這之前的幾十年，希臘人還發明了雙層槳座戰船，這種設計讓船體更加堅固，更容易控制，所以增加了希臘海軍的戰鬥力。
前753年：古罗马进入王政时代（前753年－前509年）
前550年：波斯帝國的阿契美尼德王朝成立（前550年－前330年）
前509年：羅馬共和國時期開始